# Titularbistum Muzuca in Byzacena
Muzuca in Byzacena (ital.: Muzuca di Bizacena) ist ein Titularbistum
der römisch-katholischen Kirche.
Es geht zurück auf ein ehemaliges Bistum in der gleichnamigen antiken Stadt in der römischen Provinz Byzacena bzw. Africa proconsularis in der Sahelregion von Tunesien.
| Titularbischöfe von Muzuca in Byzacena |                                         |                                                                   |                  |                   |
| Nr.                                    | Name                                    | Amt                                                               | von              | bis               |
| 1                                      | Francis Xavier Fenech OFMCap            | emeritierter Bischof von Jhansi (Indien)                          | 8. Mai 1967      | 13. Mai 1969      |
| 2                                      | Jean-Marie-Joseph-Augustin Pasquier OMI | Weihbischof in Garoua (Kamerun)                                   | 29. Mai 1969     | 19. November 1982 |
| 3                                      | Anthony Sablan Apuron OFMCap            | Weihbischof in Agaña Apostolischer Administrator von Agaña (Guam) | 8. Dezember 1983 | 10. März 1986     |
| 4                                      | Paolo Mietto CSJ                        | Apostolischer Vikar von Napo (Ecuador)                            | 1. Juli 1994     | 25. Mai 2020      |
| 5                                      | Luka Sylvester Gopep                    | Weihbischof in Minna (Nigeria)                                    | 9. Dezember 2020 |                   |